# Costa do Sol

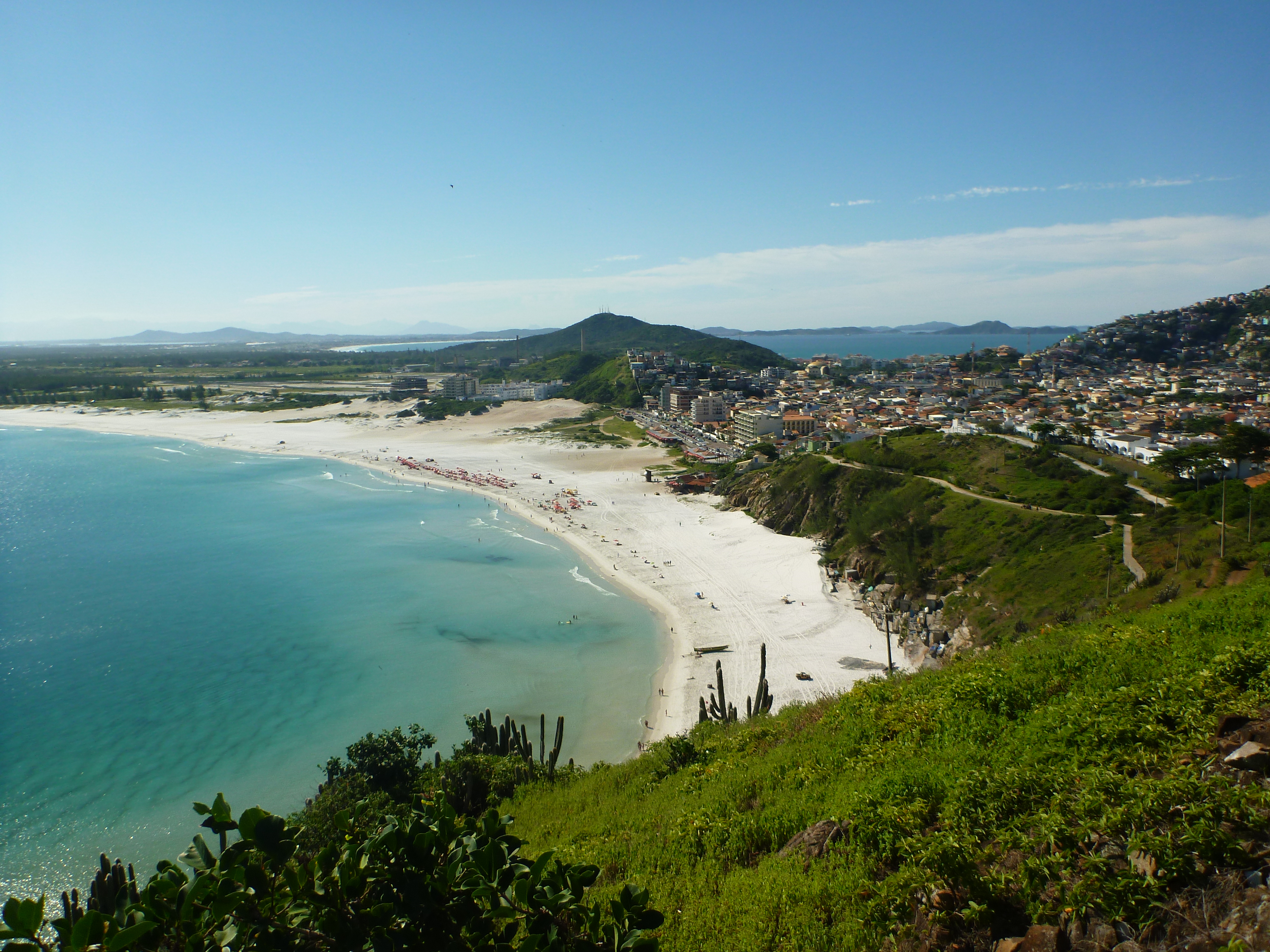
Praja Grande in Arraial do Cabo

Costa do Sol (deutsch: „Sonnenküste“) ist ein ca. 160 km östlich von Rio de Janeiro, Brasilien gelegenes Feriengebiet und wegen seiner (Salz-)Seen auch als „Região dos Lagos“ (Seen-Gebiet) bekannt.

## Cabo Frio und Búzios

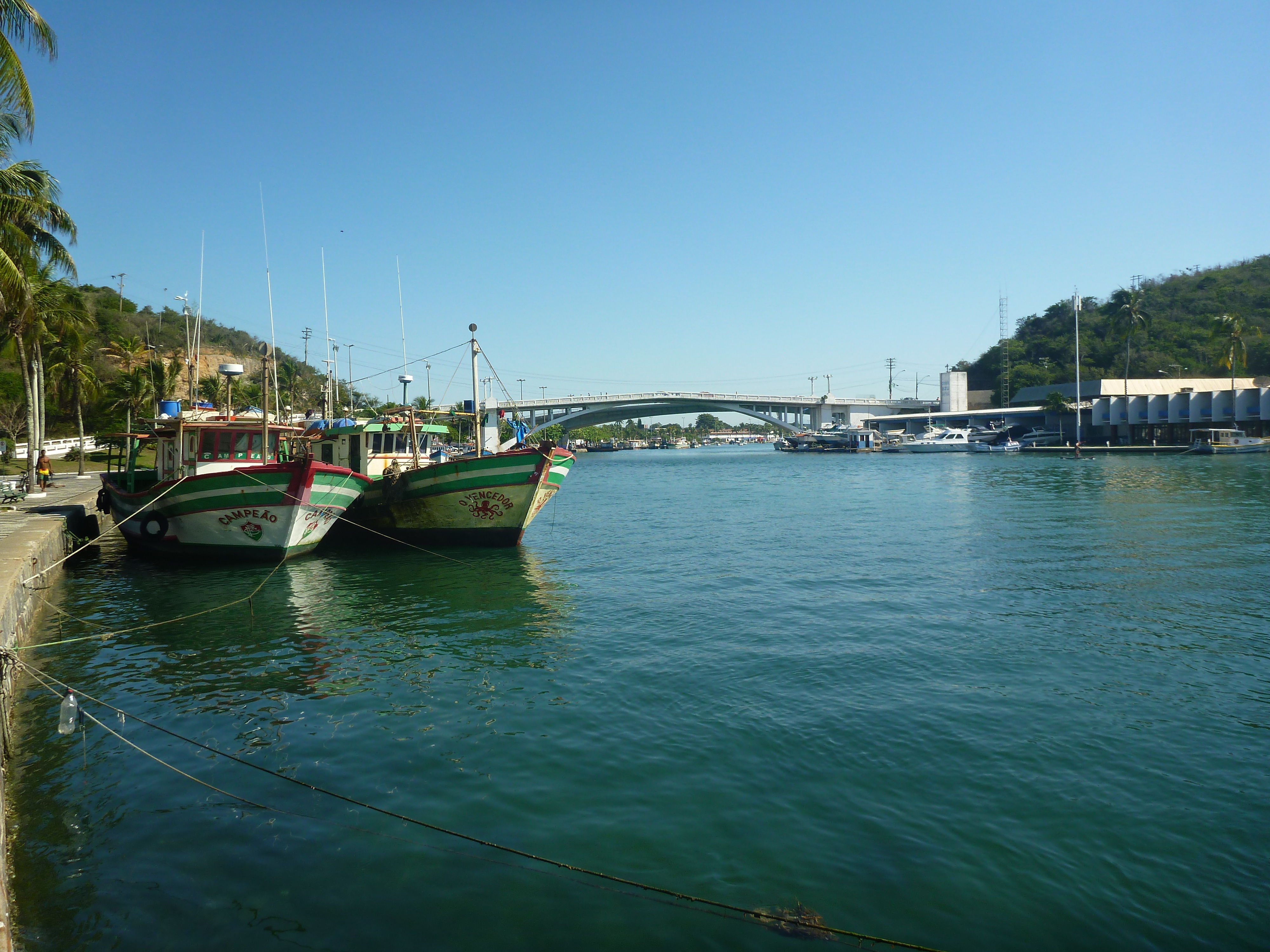
Boote auf dem Canal do Itajuru in Cabo Frio

Die mit ca. 250.000 Einwohnern größte Ortschaft der Region ist Cabo Frio. Zur „Perle der Sonnenküste“ wurde jedoch Brasiliens auch international populärster Badeort Búzios auf der gleichnamigen, hügeligen Halbinsel, die über eine Vielzahl romantischer Buchten und Strände verfügt. Als Gruppe gelten Letztere sogar als die schönsten Brasiliens (Dumont-Reiseführer). Nur acht brasilianische Millionen-Metropolen (São Paulo, Rio de Janeiro, Belo Horizonte, Salvador da Bahia, Brasília, Recife, Fortaleza und Porto Alegre) beherbergen mehr ausländische Besucher pro Jahr als das mit 28.000 Einwohnern (2008) winzige Städtchen Búzios, in dem es kein einziges Haus mit mehr als zwei Stockwerken gibt. Stattdessen dominieren kleine Hotels und Herbergen, von denen es über 300 in der Stadt gibt.

## Umgebung und Verkehr

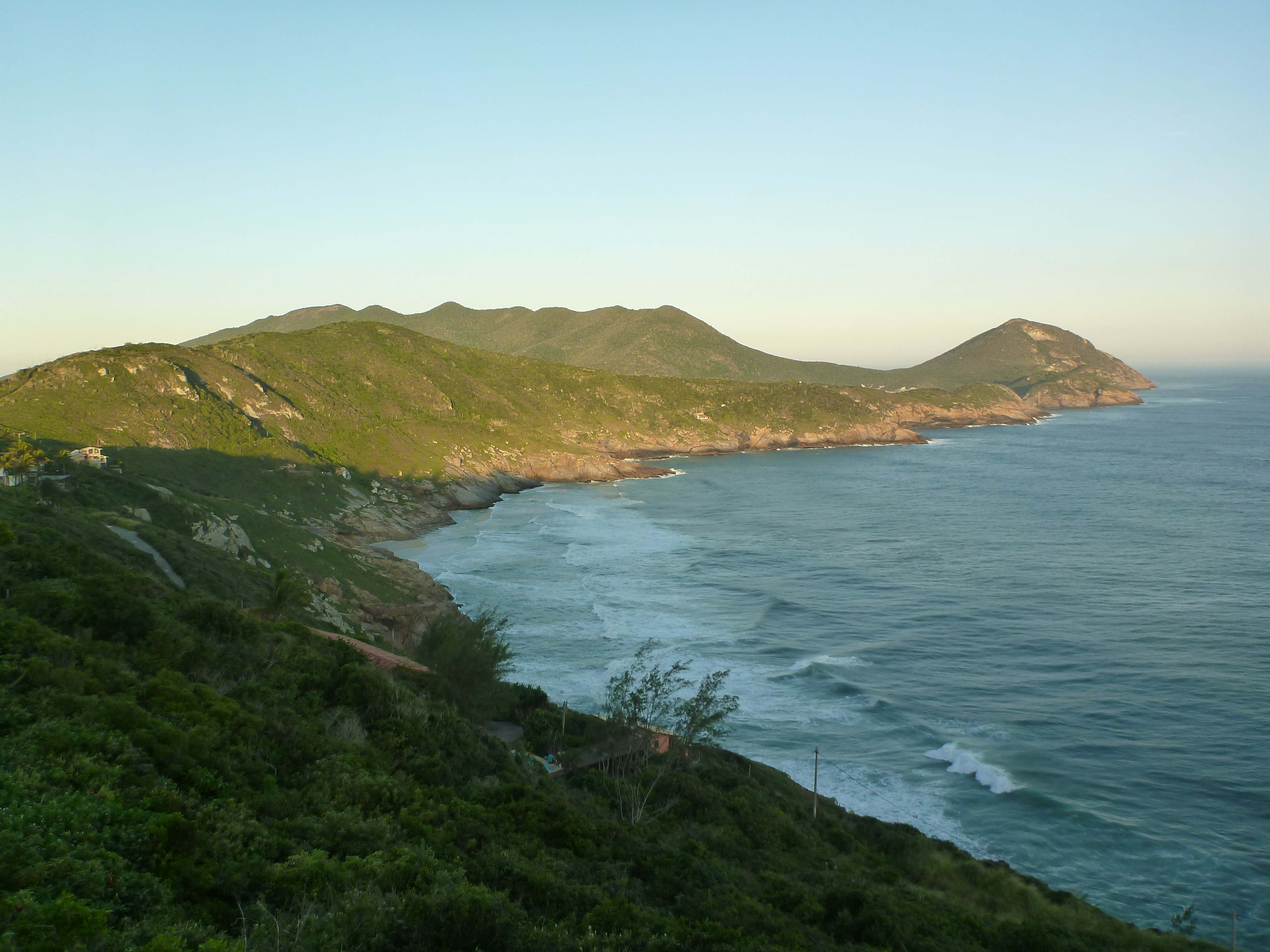
Halbinsel Pontal_do_Atalaia im Parque Estadual da Costa do Sol

Alle anderen Badeorte der Region (Araruama, Arraial do Cabo, Barra de São João, Rio das Ostras, São Pedro da Aldeía, Saquarema), ebenfalls mit wunderschönen Stränden, haben zum Teil die demografische und wirtschaftlich-touristische Entwicklung städtebaulich nicht kontrollieren können, so dass sie neben Buzios oft als zweit- und drittklassig angesehen werden. Diese Orte leben weitgehend vom Tourismus der Wochenendbesucher, vorwiegend aus Rio.
Durch den 1999 erfolgten Ausbau einer Autobahn und deren Anschluss an die Rio-Niterói-Brücke zwischen Rio de Janeiro und Niterói erfuhr die „Costa do Sol“ als schnell und bequem erreichbares Top-Feriengebiet große Bedeutung. Dazu trägt auch ein besonders stabiles, im Gegensatz zu anderen Feriengebieten des Bundeslandes Rio de Janeiro relativ regenarmes Klima bei. Die Fahrtzeit vom Internationalen Flughafen Rio de Janeiro beträgt z. B. nach Búzios nur noch etwa zwei Stunden.
Nach dem Tourismus blieb der Fischfang der zweitwichtigste der traditionellen Wirtschaftszweige der Region. Daneben befinden sich zwischen Saquarema und Arraial do Cabo großflächige Salinen die das salzreiche Wasser der Laguna de Araruama, das einen Salzgehalt von etwa 5,2 % hat zur Salzgewinnung nutzen. Brasiliens größter Alkali-Produzent und -Importeur, Cia. Nacional de Álcalis, hat seinen Sitz in Arraial do Cabo und fertigt im dortigen, romantisch gelegenen Hafen unverändert seine Schiffe ab.

## Sport

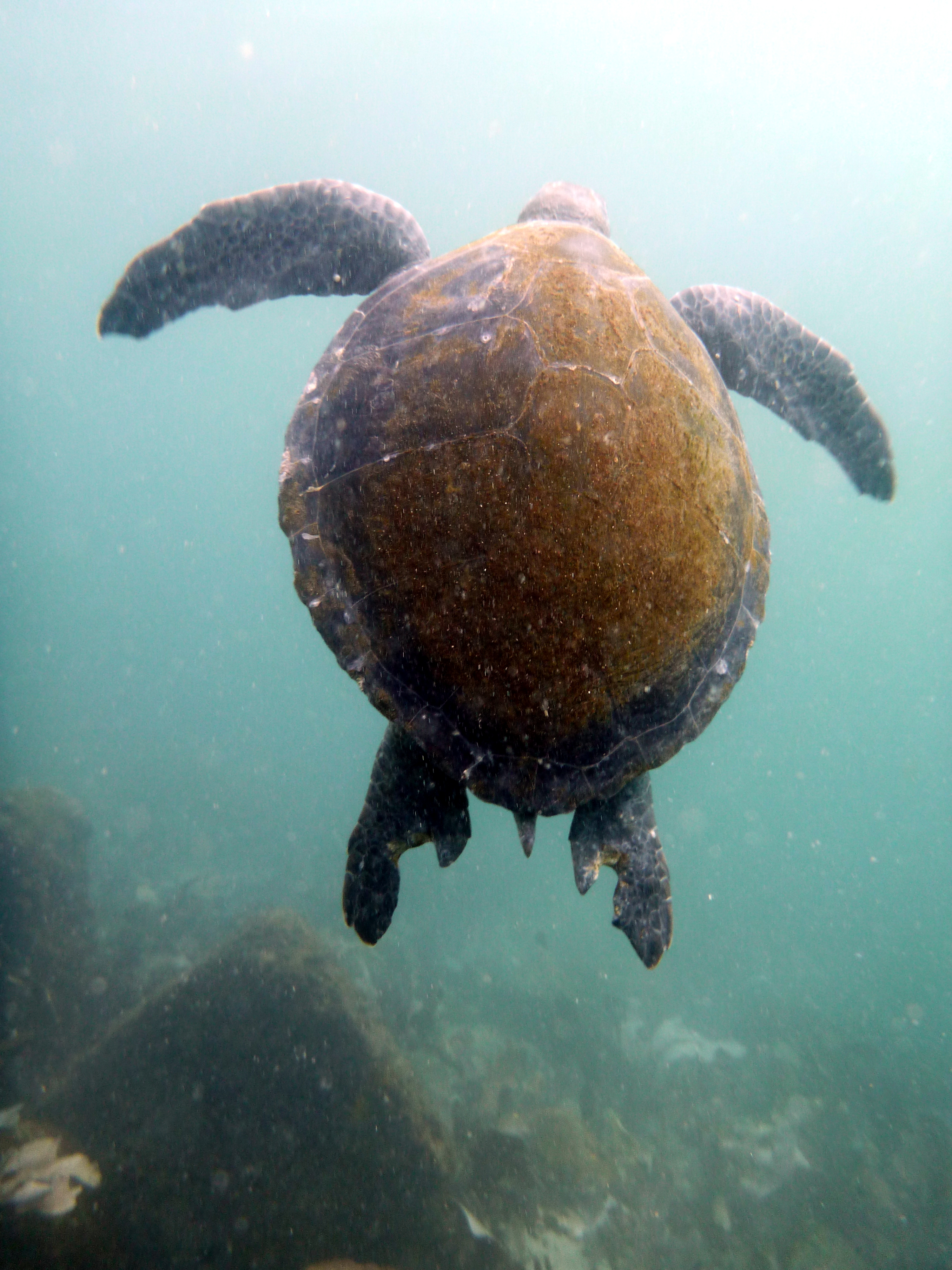
Meeresschildkröte im Atlantik vor Arraial do Cabo

Saquarema gilt als brasilianisches Surfer-Paradies, Búzios als das Windsurfer- und Segler-Eldorado des Landes, und verfügt über Brasiliens beste Meisterschafts-Golfanlage. Die Meeresgebiete vor Arraial do Cabo und vor Búzios, mit ihren vielen Inseln sind sehr attraktive Tauchgebiete in der Region. Beide Orte verfügen über zahlreiche Tauchbasen.

## Leicht verwechselbar mit
- der spanischen Costa del Sol.